# Nut Job - Tutto molto divertente
Nut Job - Tutto molto divertente (The Nut Job 2: Nutty by Nature) è un film d'animazione del 2017 diretto da Carl Brunker.
È il sequel di Nut Job - Operazione noccioline.

## Trama
In seguito agli avvenimenti del primo film, il negozio di arachidi ha fallito, e perciò è diventato una riserva illimitata di cibo per tutti gli animali del parco (ai quali si è unita anche Sottiletta), il cui eroe è divenuto ora Spocchia. L'unica a non vedere il negozio come una cosa positiva è Andie, la quale ribatte continuamente a Spocchia che ciò non segue le leggi della natura. Una sera il negozio esplode, in seguito al surriscaldamento della caldaia, e gli animali iniziano a disperarsi in quanto non sanno più dove trovare cibo. Spocchia e Amico allora iniziano a girare per la città per cercarne, compiendo vari tentativi a vuoto. In seguito a ciò, Andie afferma che ora potranno tornare a cercare cibo nel parco com'è nella loro natura. Nel frattempo, l'avido sindaco Percival J. Muldoon progetta di convertire il parco in un luna park in modo da incrementare i profitti della città. Dopo l'inizio dei lavori, gli animali inizialmente intendono fuggire, ma Spocchia li sprona a combattere per difendere il parco, e hanno la meglio sugli operai, seppure siano costretti a ritirarsi in seguito all'intervento di alcuni sterminatori assoldati apposta dal sindaco. Durante la fuga, Sottiletta viene raccolta da Heather, l'esagitata e capricciosa figlia del sindaco dopo che il suo cane Franky se ne invaghisce. A seguito di tutto ciò, Spocchia e Amico si recano a casa del sindaco per salvare Sottiletta, mentre Andie e i fratelli marmotta si recano al parco dalla parte opposta della città per verificare che sia una papabile nuova casa. Purtroppo questo si scopre essere stato convertito in un campo da golf, e quindi gli animali vengono costretti a fuggire. A casa del sindaco, la bambina non nutre Sottiletta, in quanto incapace di trucchi particolari. Dopo che Amico e Spocchia la liberano, lei si scusa con Franky per averlo preso in giro e scappa inseguita dal sindaco e da sua figlia. Durante la fuga, Amico cade dal terrazzo e perde i sensi. Dopo che Spocchia lo trasporta tra le macerie del parco inizia a raccontare a tutti gli altri come lo ha conosciuto: da piccolo, durante un uragano, Spocchia lo vide che tentava di restare aggrappato ad un ramo, perciò corse in suo aiuto, per poi venire salvato a sua volta da Amico, dopo essere svenuto avendogli fatto da scudo. Al termine del racconto, Amico si riprende e gli animali iniziano a pianificare di rovinare l'inaugurazione del luna park. Seppure inizialmente sembra che gli animali abbiano la meglio, vengono nuovamente messi in difficoltà dagli sterminatori e catturati tutti, tranne Spocchia, che si reca in città per chiedere aiuto. Lì, lo scoiattolo incontra il precedentemente conosciuto signor Feng, un topo bianco a capo di una colonia di topolini esperti in arti marziali, e, nonostante all'inizio non sia collaborativo, alla fine decide di aiutarlo. Proprio mentre gli animali stanno venendo portati via in un furgone, intervengono i topolini guidati da Spocchia e gli animali si prendono la loro rivincita. Durante ciò, Sottiletta confessa a Franky di amarlo e che avrebbe dovuto portarlo con sé quando è scappata. Vendendosi sconfitto, il sindaco tenta di fuggire, ma viene incarcerato a causa di violazioni della pubblica sicurezza riguardante l'edificazione delle giostre. Alla fine, il parco viene ricostruito e gli animali tornano a viverci, Franky e Sottiletta hanno insieme tre cuccioli e Spocchia è diventato il compagno per la vita di Andie.
In una scena dopo i titoli di coda, Raccoon, il cattivo del primo film , cerca di tornare a New York per la sua vendetta, ignaro di essere inseguito dagli squali.

## Curiosità
Nella versione italiana del film la canzone Everybody Get Nuts di Luke Edgemon è stata sostituita con il singolo Andiamo a comandare di Fabio Rovazzi. Il titolo italiano del film è probabilmente ispirato a quello di una canzone dello stesso artista: "Tutto molto interessante".